# Robert Pickton
Robert William „Willie“ Pickton (* 24. Oktober 1949 in Port Coquitlam; † 31. Mai 2024 in Quebec) war ein verurteilter kanadischer Serienmörder. Der frühere Landwirt, der in Port Coquitlam nahe Vancouver eine Schweinemast betrieb, wurde im September 2007 des Totschlags (second degree murder) an sechs Frauen schuldig gesprochen. Eine zweite Anklage über weitere 20 mutmaßliche Tötungsdelikte wurde eingestellt. Möglicherweise war Robert Pickton für mehr als 50 Tötungsdelikte verantwortlich.

## Geschichte
Robert Pickton wurde verdächtigt, auf seiner 6 ha großen Farm mehr als 49 Frauen umgebracht, mit einem Häcksler zerkleinert und an seine Schweine verfüttert zu haben. Pickton wäre mit dieser Mordanzahl der Serienmörder mit den meisten Opfern in Kanada. Es wird außerdem vermutet, dass sein Bruder David „Dave“ Pickton und der zuständige Schweinelieferant Pat Casanova an den Morden beteiligt waren.
Pickton wurde am 22. Februar 2002 verhaftet. Die erste Verhandlung begann am 30. Januar 2006. Die Staatsanwaltschaft legte dem Schweinemäster zur Last, im Zeitraum von 1995 bis 2001 Morde an 26 drogensüchtigen Prostituierten begangen zu haben. Die Frauen kamen aus dem berüchtigten Downtown Eastside, einem Stadtviertel Vancouvers, das durch Armut, Gewalt, Prostitution und Drogenhandel geprägt ist. Aufgrund der hohen Zahl an verschwundenen Prostituierten (insgesamt 68) war eine Sonderkommission zur Aufklärung der Fälle eingerichtet worden. Zunächst war Pickton nur in zwei Fällen verdächtig. Während der Ermittlungen wurde jedoch DNA-Material von mindestens 33 vermissten Frauen auf seinem Grundstück gefunden. Diese Spuren könnten jedoch zum Teil von den gelegentlich dort veranstalteten Partys stammen, an denen auch Prostituierte teilnahmen.
Es wurde vermutet, dass aus der Schweinemast, die Pickton mit seinem Bruder David Pickton betrieb, auch selbst hergestellte Wurstwaren in Umlauf kamen, in die mutmaßlich entweder direkt Menschenfleisch gemischt wurde, oder die von Schweinen stammten, an die Menschenfleisch verfüttert wurde. Picktons Hof wurde abgerissen. In einer Scheune des Hofs hatten Biker regelmäßig Partys (Piggy Palace Good Times Society) veranstaltet. Dave, der jüngere Bruder Picktons, war Biker. Pickton zeigte kaum Reaktionen vor Gericht und beteuerte in sämtlichen Fällen seine Unschuld, die wahren Täter befänden sich auf freiem Fuß.

## Gerichtsverfahren und Verurteilung
Das sich nach der Spurensicherung anschließende Gerichtsverfahren befasste sich mit 26 mutmaßlichen Mordfällen. Es wurde aus verfahrenstechnischen Gründen in zwei Verfahren aufgespalten. Der Prozess, welcher sich mit den ersten sechs mutmaßlichen Mordfällen befasste, begann am 22. Januar 2007. Das zweite Verfahren, welches sich mit den restlichen 20 vermuteten Tötungen befasste, wurde schließlich eingestellt. Am 9. Dezember 2007 wurde Robert Pickton im ersten Verfahren von einem Geschworenengericht des Totschlags (second degree murder) in sechs Fällen schuldig gesprochen und am 12. Dezember 2007 zu lebenslanger Haft verurteilt. Pickton hätte nach dem Urteil mindestens 25 Jahre Haft verbüßen müssen.
Im Jahr 2009 legten sowohl die Verteidigung als auch der Kronanwalt Berufung gegen das Urteil ein. Beide Berufungen wurden abgewiesen. Am 4. August 2010 wurde auch seitens der Staatsanwaltschaft Vancouver bekanntgegeben, dass es kein weiteres Verfahren wegen der weiteren 20 mutmaßlich Getöteten geben werde, da das Strafmaß für Pickton sich auch bei einem Schuldspruch nicht erhöhen würde. Die Reaktionen der Angehörigen waren gemischt: Einige reagierten empört darauf, dass Pickton nicht zur Verantwortung gezogen werde, andere waren erleichtert, dass es keinen langen Prozess mit verstörenden Details gäbe.
Die wahre Zahl von Picktons Opfern ist unbekannt. Pickton soll einem vermeintlichen Mitgefangenen, der jedoch als Undercover-Polizist im Einsatz war, von 49 Opfern erzählt haben.
Das gesamte Verfahren einschließlich der Spurensuche, bei der das ganze Grundstück umgegraben wurde, und die gentechnischen DNA-Analysen kosteten die kanadischen Behörden etwa 70 Millionen kanadische Dollar. 
Die deutsche Staatsbürgerin Alexandra Reisch-Zimmerling war im Herbst 1979 – gut zwanzig Jahre vor dem Zeitraum der Morde – als Haushälterin drei Monate auf Picktons Farm beschäftigt. Die damals 21-jährige Deutsche ist nach ihren Aussagen von Pickton weder bedroht noch belästigt worden. Nach einem späteren Kurzbesuch im Jahr 1994, bei dem sie Pickton nicht antraf, war ihr nur aufgefallen, dass nun ein Teil der Farm abgesperrt war.
Am 31. Mai 2024 verstarb Pickton, nachdem er 12 Tage zuvor von einem Mitinsassen angegriffen worden war und seitdem auf der Intensivstation gelegen hatte.

## Kritik an der Polizei
Während des Verfahrens und danach wurde von verschiedener Seite Kritik an der Arbeit der Polizei von Vancouver geübt. Diese hätte das Verschwinden der Frauen viel zu lange nicht richtig eingeordnet und Vermutungen, dass eventuell ein Serienmörder am Werk sei, mit dem Argument abgetan, dass die verschwundenen Frauen wahrscheinlich umgezogen seien. Die Besorgnisse von Angehörigen seien nicht ernst genommen worden. Dabei habe es auch eine Rolle gespielt, dass es sich bei den Verschwundenen um Prostituierte, teilweise Drogenabhängige und häufig auch Angehörige der indigenen Bevölkerung Kanadas gehandelt habe. Dies seien Randgruppen, deren Schicksal von der Gesellschaft häufig nicht beachtet werde. Wären die Frauen aus einem „bürgerlichen“ Milieu verschwunden, hätte es eine ganz andere und viel frühere Reaktion gegeben. Am 30. Juli 2010 entschuldigte sich der stellvertretende Polizeichef von Vancouver auf einer Pressekonferenz öffentlich bei den Angehörigen der Verschwundenen für die Versäumnisse der Polizei.

## Namen der vermissten Frauen
Die sechs Opfer Picktons aus dem Urteilsspruch vom 9. Dezember 2007 waren: Sereena Abotsway, Mona Wilson, Andrea Joesbury, Brenda Wolfe, Marnie Frey, Georgina Papin.
Die Namen der weiteren Frauen: Jacqueline McDonell, Diane Rock, Heather Bottomley, Patricia Johnson, Helen Hallmark, Jennifer Furminger, Heather Chinnock, Tanya Holyk, Sherry Irving, Inga Hall, Cara Ellis, Andrea Borhaven, Debra Lynne Jones, Tiffany Drew, Kerry Koski, Sarah Devries, Cynthia Feliks, Angela Jardine, Wendy Crawford, Diana Melnick.

## Rezeption
In der Kriminalserie Criminal Minds wird der Fall in der 4. Staffel in der Doppelepisode Am Ende des Tages aufgegriffen.

## Verfilmung
Der Fall wurde im Jahr 2022 mit Jake Busey in der Hauptrolle in Pig Killer auf schwarzhumorige Art verfilmt. Regie führte Chad Ferrin.
Eine weitere Verfilmung, Squealer - The Serial Killer, aus dem Jahr 2023 mit dem Schauspieler Tyrese Gibson in der Hauptrolle wurde durch die Geschichte Picktons inspiriert.